# Mike Bost
Mike Bost, né le 30 décembre 1960 à Murphysboro (Illinois), est un homme politique américain, élu républicain de l’Illinois à la Chambre des représentants des États-Unis depuis 2015.

## Biographie
Mike Bost est originaire de Murphysboro dans le comté de Jackson en Illinois. Il s'engage dans la United States Marine Corps de 1979 à 1982. Pompier, il est diplômé de l'université de l'Illinois.
En 1984, il est élu au conseil de son côté natal. En 1989, il devient trésorier de Murphysboro. Il entre au conseil municipal de la ville en 1993. À partir de 1995, il siège à la Chambre des représentants de l'Illinois.
En 2014, il est élu à la Chambre des représentants des États-Unis dans le 12e district de l'Illinois. Il rassemble 52,5 % des voix devant le démocrate sortant Bill Enyart (41,9 %) et l'écologiste Paula Bradshaw (5,6 %). Il est réélu en 2016, 2018, 2020, 2022 et 2024.